# Natação no Campeonato Europeu de Esportes Aquáticos de 2018 - 800 m livre feminino
A prova dos 800 metros livre feminino da natação no Campeonato Europeu de Esportes Aquáticos de 2018 ocorreu nos dias 3 e 4 de agosto no Tollcross International Swimming Centre, em Glasgow no Reino Unido. 

## Calendário
| Fase          | Data        | Hora  |
| ------------- | ----------- | ----- |
| Eliminatórias | 3 de agosto | 11:23 |
| Final         | 4 de agosto | 17:00 |

Todos os horários estão no horário local (UTC+0)

## Recordes
Antes desta competição, os recordes eram os seguintes:
|                       | Nadadora          | Tempo   | Local          | Data                 |
| --------------------- | ----------------- | ------- | -------------- | -------------------- |
| Recorde mundial       | Katie Ledecky     | 8:04.79 | Rio de Janeiro | 12 de agosto de 2016 |
| Recorde europeu       | Rebecca Adlington | 8:14.10 | Pequim         | 16 de agosto de 2008 |
| Recorde do campeonato | Jazmin Carlin     | 8:15.54 | Berlim         | 21 de agosto de 2014 |

## Medalhistas
| Ouro                    | Prata             | Bronze             |
| Simona Quadarella (ITA) | Ajna Késely (HUN) | Anna Egorova (RUS) |

## Resultados

### Eliminatórias
Esses foram os resultados das eliminatórias. 
| Pos. | Bateria | Raia | Nadadora          | Nacionalidade | Tempo   | Notas |
| ---- | ------- | ---- | ----------------- | ------------- | ------- | ----- |
| 1    | 1       | 4    | Simona Quadarella | Itália        | 8:23.93 | Q     |
| 2    | 1       | 5    | Ajna Késely       | Hungria       | 8:27.96 | Q     |
| 3    | 2       | 6    | Anna Egorova      | Rússia        | 8:29.27 | Q     |
| 4    | 2       | 4    | Sarah Köhler      | Alemanha      | 8:31.96 | Q     |
| 5    | 2       | 5    | Boglárka Kapás    | Hungria       | 8:32.32 | Q     |
| 6    | 1       | 2    | Jimena Pérez      | Espanha       | 8:32.46 | Q     |
| 7    | 2       | 3    | Tjaša Oder        | Eslovênia     | 8:33.12 | Q     |
| 8    | 2       | 2    | Julia Hassler     | Liechtenstein | 8:33.40 | Q     |
| 9    | 1       | 3    | Diana Durães      | Portugal      | 8:35.53 |       |
| 10   | 1       | 7    | Tamila Holub      | Portugal      | 8:37.10 |       |
| 11   | 1       | 6    | Celine Rieder     | Alemanha      | 8:37.85 |       |
| 12   | 1       | 8    | Helena Bach       | Dinamarca     | 8:42.46 |       |
| 13   | 2       | 7    | Marlene Kahler    | Áustria       | 8:46.82 |       |
| 14   | 2       | 0    | Maria Grandt      | Dinamarca     | 8:48.68 |       |
| 15   | 1       | 1    | Beril Böcekler    | Turquia       | 8:54.23 |       |
| 16   | 1       | 0    | Arianna Valloni   | San Marino    | 8:57.11 |       |
| 17   | 2       | 8    | Hanna Eriksson    | Suécia        | 8:58.55 |       |
| 18   | 2       | 1    | Katja Fain        | Eslovênia     | 9:01.55 |       |
| —    | 2       | 9    | Fatima Alkaramova | Azerbaijão    | DNS     | DNS   |

### Final
Esse foi o resultado da final. 
| Pos.              | Raia | Nadadora          | Nacionalidade | Tempo   | Notas |
| ----------------- | ---- | ----------------- | ------------- | ------- | ----- |
| Medalha de ouro   | 4    | Simona Quadarella | Itália        | 8:16.45 |       |
| Medalha de prata  | 5    | Ajna Késely       | Hungria       | 8:22.01 |       |
| Medalha de bronze | 3    | Anna Egorova      | Rússia        | 8:24.71 |       |
| 4                 | 6    | Sarah Köhler      | Alemanha      | 8:25.91 |       |
| 5                 | 2    | Boglárka Kapás    | Hungria       | 8:26.42 |       |
| 6                 | 1    | Tjaša Oder        | Eslovênia     | 8:30.18 |       |
| 7                 | 8    | Julia Hassler     | Liechtenstein | 8:33.10 |       |
| 8                 | 7    | Jimena Pérez      | Espanha       | 8:35.61 |       |

Legenda
| Recorde mundial       | Recorde mundial (World record)               |                       | Recorde africano                      | Recorde africano (African) |                                           | Q | Classificado por posição (Qualified) |
| Recorde do campeonato | Recorde do campeonato (Championship record)  | Recorde da América    | Recorde da América (Americas)         | q                          | Classificado por melhor tempo (Qualified) |   |                                      |
| Melhor marca do ano   | Melhor marca do ano (World leading)          | Recorde asiático      | Recorde asiático (Asian)              | DNS                        | Não largou (Did not start)                |   |                                      |
| Recorde nacional      | Recorde nacional (National record)           | Recorde europeu       | Recorde europeu (European)            | DNF                        | Não terminou (Did not finish)             |   |                                      |
| Recorde pessoal       | Recorde pessoal do atleta (Personal best)    | Recorde da Oceania    | Recorde da Oceania (Oceania)          | DSQ / DQ                   | Desclassificado (Disqualified)            |   |                                      |
| Recorde da temporada  | Recorde da temporada do atleta (Season best) | Recorde sul-americano | Recorde sul-americano (South America) | NM                         | Sem marca (No mark)                       |   |                                      |